# 3804 Друніна
3804 Друніна  (3804 Drunina) — астероїд головного поясу, відкритий 8 жовтня 1969 року.
Тіссеранів параметр щодо Юпітера — 3,284.